# Burrata
Pour les articles homonymes, voir Beurre (homonymie).
La burrata est un fromage italien traditionnel à pâte fraîche filée de la cuisine italienne, originaire des Pouilles, à base de mozzarella remplie de crème.
Sa meilleure période de consommation s'étend de mai à août.

## Histoire
Ses origines les plus anciennes connues remonteraient au début du XXe siècle dans la région des Murge dans les Pouilles, aux alentours d'Andria, dans le sud de l'Italie,,. À la suite des importantes chutes de neige du terrible hiver 1956 qui ont empêché les éleveurs des alentours d'Andria de livrer leur lait à leurs laiteries-fromageries habituelles, le fermier et éleveur italien Lorenzo Bianchino décide de sauver sa production en produisant ce produit artisanal local, constitué d'un pochon de mozzarella (pâte filée) rempli de crème (variante de la stracciatella di bufala) fermé par un lien de raphia alimentaire. Le succès de ce fromage l'incite à poursuivre et à développer sa production avec des éleveurs voisins. Fromage au lait de bufflonne à l'origine, la burrata est actuellement produite le plus souvent à partir de lait de vache. 

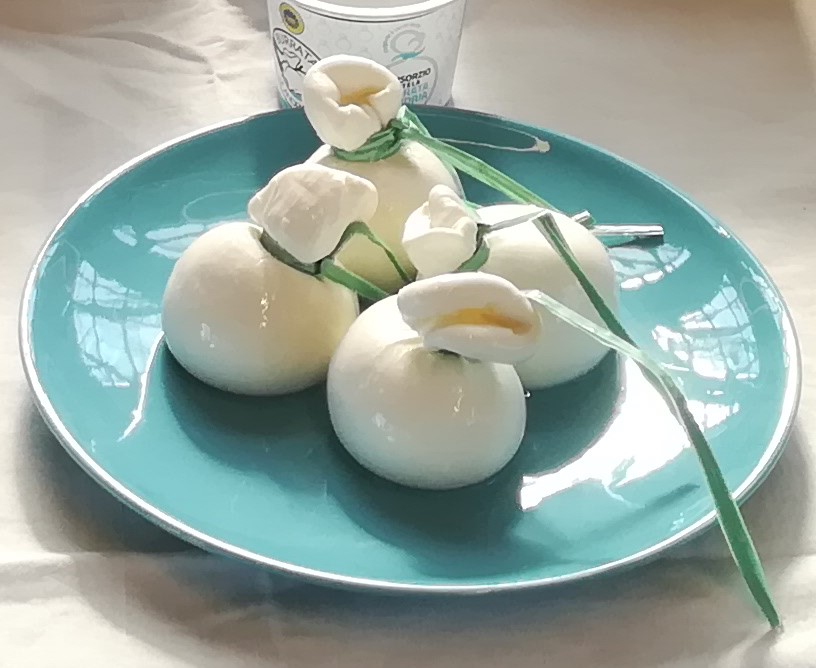
Burrata di Andria IGP.
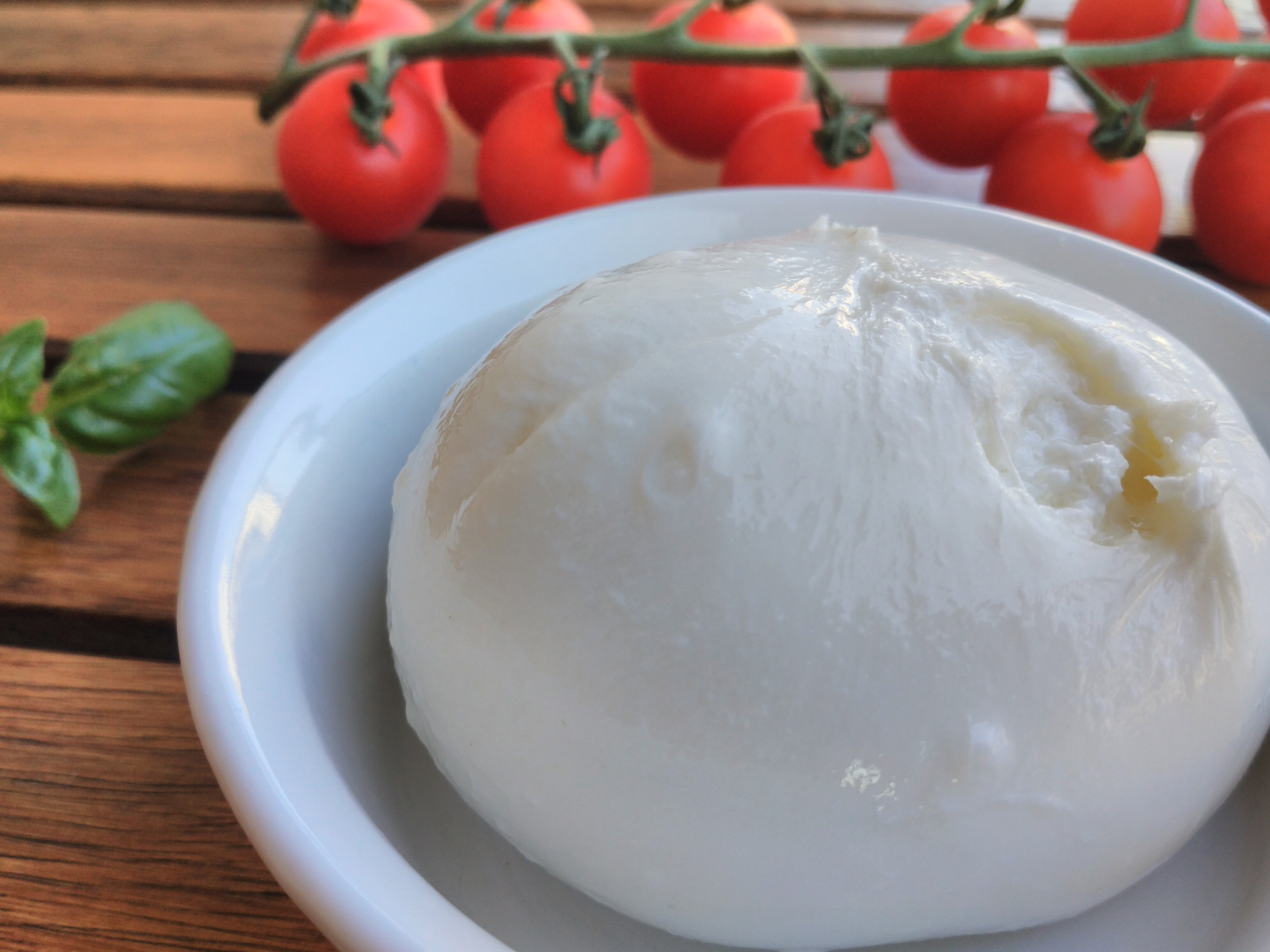
Une boule de burrata.

La burrata bénéficie du label produit agroalimentaire traditionnel italien (PAT), et d'une indication géographique protégée (IGP) burrata di Andria depuis 2016, pour celle produite dans les Pouilles .

## Consommation
La burrata est produite toute l'année. Son goût est généralement plus prononcé au printemps, car le lait d'élevage est plus riche en corps gras issus de l’herbe nouvelle et grasse des pâturages en cette saison. 

Quelques exemples de recettes de cuisine italienne
Sur une pizza Margherita
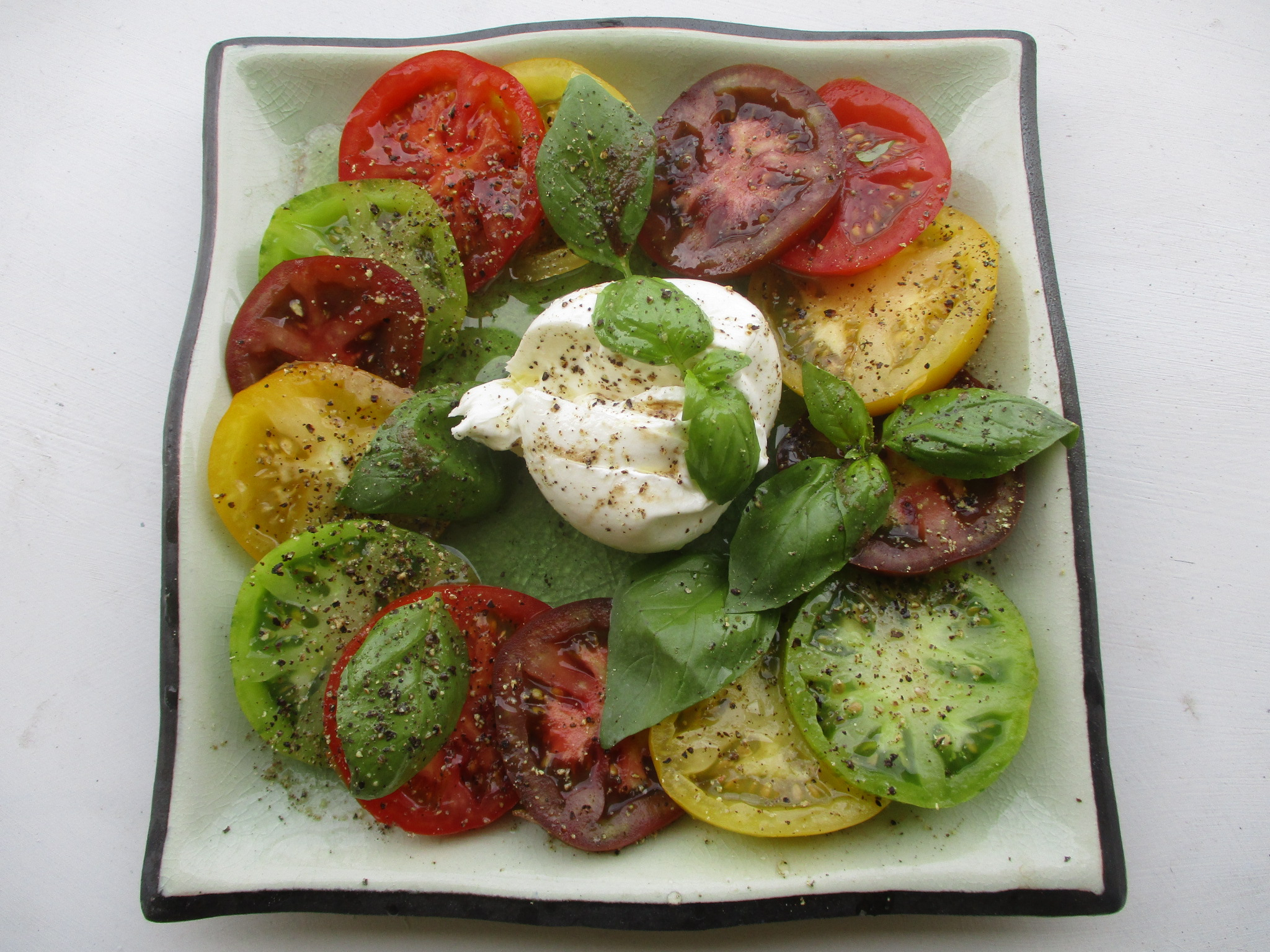
Dans une salade caprese
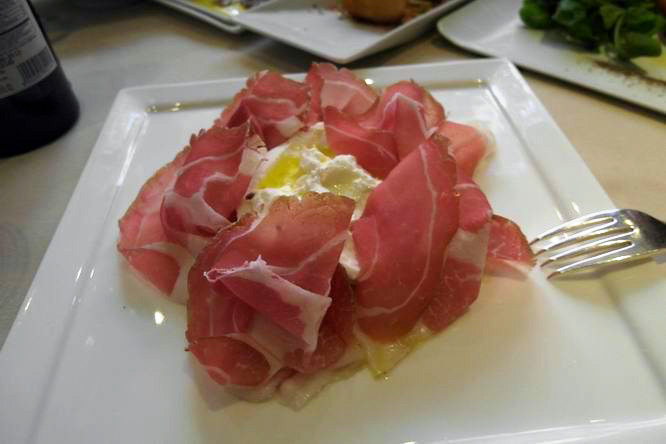
Avec du jambon cru culatello di Zibello et de l’huile d'olive
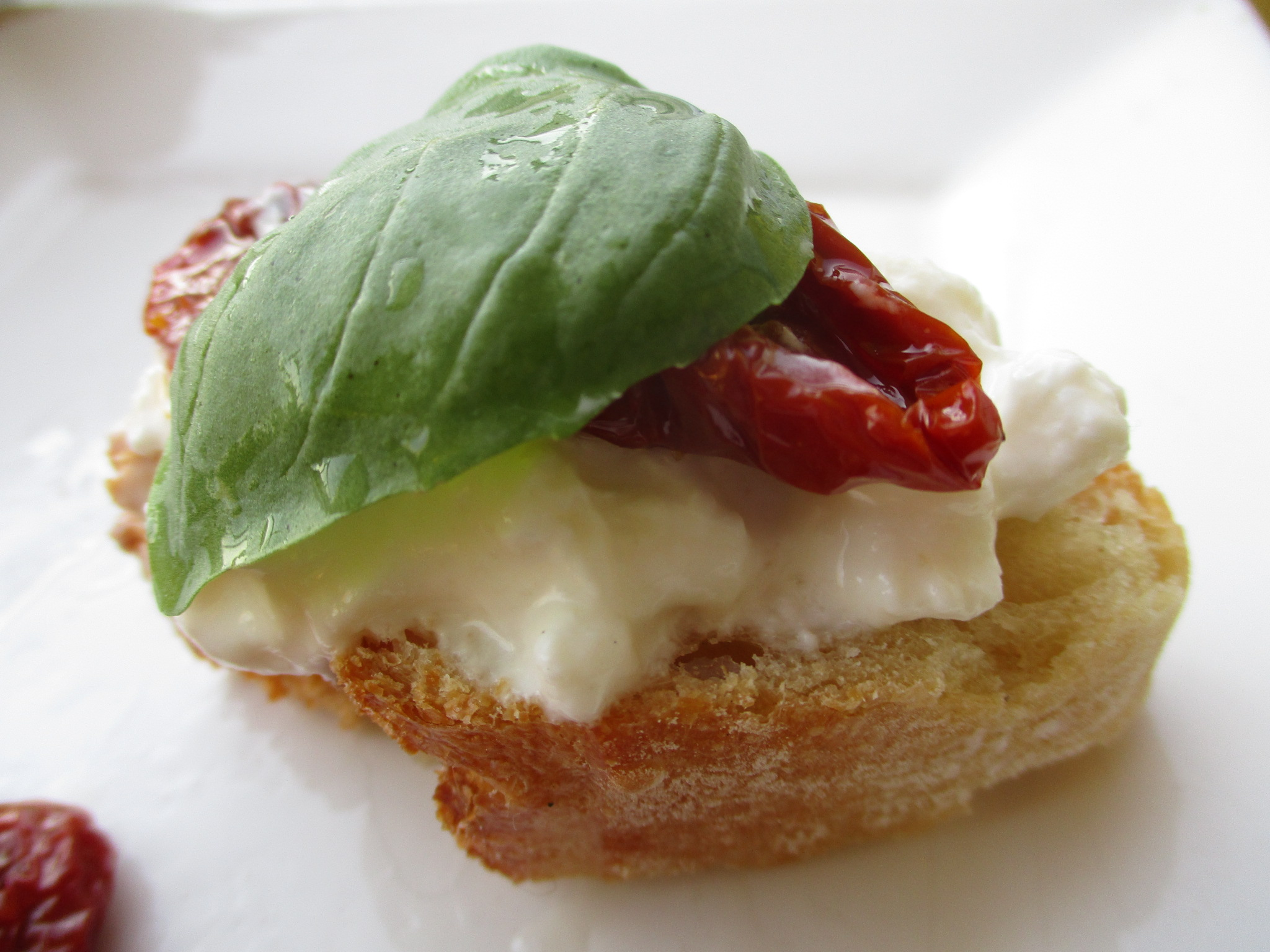
Sur une bruschetta caprese

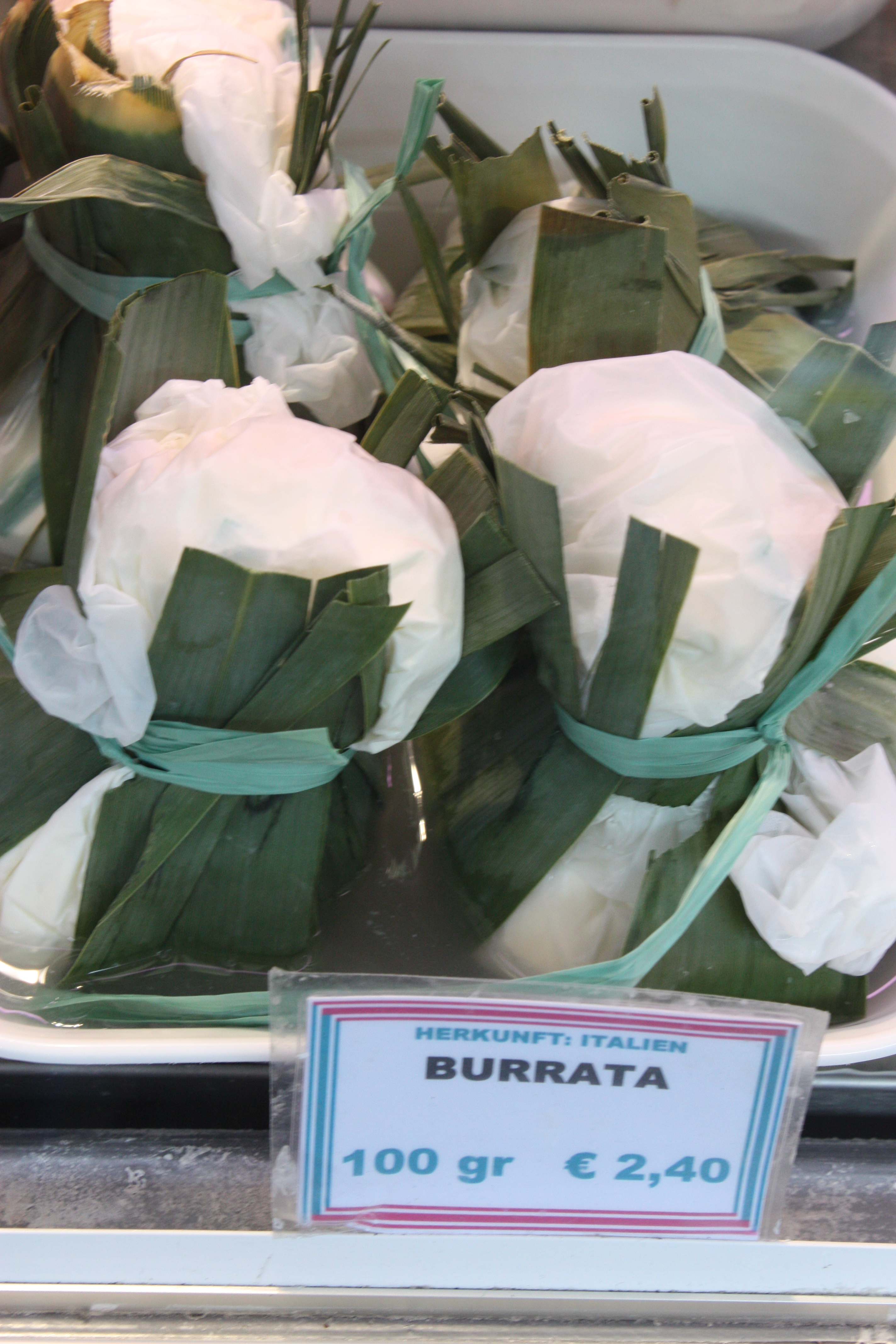
Commercialisation artisanale dans des feuilles vertes de jonc ou d'asphodèle

Ce produit de terroir peut se consommer nature, ou avec, par exemple, un filet d’huile d'olive, des olives, un peu de poivre ou de vinaigre balsamique, des feuilles de basilic ou de roquette, de la charcuterie italienne, des tomates, tomates cerises ou tomates séchées, sur des bruschetta, ou encore avec des fruits. Il peut également être cuisiné selon des recettes de la cuisine italienne, avec des pâtes ou des légumes ; dans un risotto, une salade composée ou une salade caprese ; sur une pizza Margherita ; comme antipasti, etc.

## Description et conservation
La burrata est un petit fromage à pâte fraîche filée, avec la texture extérieure de la mozzarella, et un cœur crémeux. Son diamètre est généralement de 10 à 12 cm, pour un poids de 300 à 500 g. Elle est à l'origine artisanalement et traditionnellement présentée enfermée dans des feuilles vertes de jonc ou d'asphodèle (qui lui apporte un supplément de goût). Des règles et normes agroalimentaires d'hygiène des aliments imposent actuellement de la commercialiser et de la conserver (comme la mozzarella) dans la saumure ou le petit lait de son sac plastique d’emballage blanc et vert, réfrigérée, et de la consommer dans les 24 heures après ouverture.

## Informations nutritionnelles
| Informations nutritionnelles | 100g              |
| ---------------------------- | ----------------- |
| Énergie                      | 1 030 kj 246 kcal |
| Matières grasses / Lipides   | 21,1 g            |
| dont Acides gras saturés     | 13,6 g            |
| Glucides                     | 1,34 g            |
| dont Sucres                  | 1,19 g            |
| Fibres alimentaires          | 0 g               |
| Protéines                    | 12 g              |
| Sel                          | 0,533 g           |
| Sodium                       | 0,213 g           |